# Eulalia Pérez Sedeño
Pour les articles homonymes, voir Sedeño.
Eulalia Pérez Sedeño (Maroc, 1954), est une philosophe spécialiste en science, technologie et genre et professeure d'investigation au Département de science, technologie et société de l'Institut de philosophie du Conseil supérieur de la recherche scientifique (Consejo Superior de Investigaciones Científicas, CSIC).

## Biographie
Eulalia Pérez Sedeño obtient sa licence en Philosophie à l'Université autonome de Madrid (UAM) en 1976 puis son doctorat à la même université en 1985 avec une thèse sur l'Histoire de l'astronomie antique.
En 1988, elle effectue un séjour de recherche à l'Université de Cambridge auprès du professeur Geoffrey Lloyd. C'est à cette époque qu'elle commence ses recherches sur l'antiquité et les femmes, ce qui va donner naissance à ses études de genre qu'elle continue à son retour en Espagne cette même année, quand Celia Amorós lui suggère de travailler sur les femmes, ou la question du genre, à travers les âges, par exemple dans le domaine de l'astronomie ptolémaïque. En 1993 elle publie dans la revue ARBOR: Ciencia, Pensamiento y Culture, le Numéro spécial Femmes & Sciences. Tandis qu'elle est à l'Université de Californie, à Berkeley en 1994, Eulalia Pérez Sedeño initie la recherche sur ce qui est connu sous le nom d'Études de science, technologie et genre (ca).
En 1999, elle est nommée à la chaire de Logique et Philosophie des sciences à l'Université du Pays basque (UPV), où elle reste jusqu'en 2002 quand elle intègre l'Institut de Philosophie du CSIC.
Depuis 1996 elle fait partie du Comité Scientifique du "Congreso Iberoamericano de Ciencia, Tecnología y Género", congrès bisannuel que se déroule alternativement en Espagne et dans un pays ibéro-américain, la dernière édition ayant eu lieu en octobre 2014 au Paraguay, la précédente édition en Espagne a eu lieu à Séville en 2012.
Entre 2006 et 2008 elle est directrice générale de la Fondation espagnole pour les sciences et la technologie (Fundacion Española para la Ciencia y la Tecnología, FECYT),.
Actuellement elle est Professeure d'Investigation en Science, Technologie et Genre du Département de Science, Technologie et Société l'Institut de Philosophie du Conseil supérieur de la recherche scientifique, elle est aussi la directrice de ce département,.

## Travaux
Elle a mené des recherches en Histoire de la science antique et des institutions scientifiques, ainsi qu'en Philosophie des sciences, en Science, Technologie et Société (CTS), en Perception et communication de la science et en Science, Technologie et Genre. Elle a participé à de nombreux projets nationaux et internationaux et elle a dirigé plusieurs projets de recherche parmi lesquels on peut citer :
- Science et valeurs: le genre et les théories et institutions scientifiques (1996-1999, financé par la CICYT (es))
- Des théories scientifiques à la culture et pratique scientifique-technologique (1999-2002, financé par le Ministère de Science et Technologie)
- GENTEC: Gènere, tecnologia i ciència a Iberoamèrica (Genre, technologie et science en Ibéro-Amérique) (2002-2004, financé par l'Organisation des États Ibéro-américains et l'UNESCO)
- La situation des femmes dans le système éducatif espagnol et son contexte international (2003, Ministère d'Éducation, Culture et Sports)
- Les programmes de formation et mobilité du personnel enquêteur de flux direct et inverse: problèmes, défis et solutions (Ministère d'Éducation et Science, 2005)
- Interactions CTS en des Sciences Biosociales et Technologies Médicales (CICYT (es) 2004-2006)
- Sciences et technologies du corps depuis une perspective CTS (Ministère de l'Éducation et des Sciences 2007-2009)
- Une situation singulière, un univers pour découvrir (CSIC, 2008-2009),
- Cartographies du corps (Ministère de la Science, 2010-2012)
- Visions et versions des technologies biomédicales: gouvernance, participation publique et innovations cachées (Ministère d'Économie et Compétitivité, 2013-2015)

## Prix et reconnaissances
- Présidente de la Société de Logique, Méthodologie et Philosophie de la Science à Espagne (2000-2006)
- Partenaire fondatrice de l'Association de Femmes Chercheuses et Technologues et vice-présidente (2001-2006).
- Coordinatrice Adjointe du département de Philologie et Philosophie de l'Agence Nationale d'évaluation et Prospective (Agència Nacional d'Avaluació i Prospectiva, ANEP) de la Direction Générale d'Investigation Scientifique et Technicienne, actuellement au Ministère d'Économie et Compétitivité (2005-2006)

En 2001 elle reçoit le 9e Prix de Divulgation Féministe "Carmen de Burgos" pour son article La invisibilidad y le techo de cristal décerné par l'Université de Málaga depuis 1993.

## Sélection de publications
Elle a publié et édité de nombreux livres et articles,.
- MUJER Y CIENCIA. La situación de las mujeres investigadoras en el sistema español de ciencia y tecnología (2008)[12]
- Ciencia, tecnología y valores desde una perspectiva de género[13] (2005)
- Igualdad y equidad en ciencia y tecnología: el caso iberoamericano (2008)[14]
- Mitos, creencias, valores: cómo hacer más «científica» la ciencia; cómo hacer la «realidad» más real (2008)[15]
- Conocimiento e innovación (2009)[16]
- Un Universo por descubrir: Género y astronomía en España (2010)[17],[18]
- Lenguaje y ciencia (2011)[19]
- Cuerpos y diferencias (2012)[20]
- Crossings on Public Perception of Biomedicine: Spain and European IIndicators (2012)[21]
- Cartografías del cuerpo: Biopolíticas de la ciencia y la tecnología (2014)[22]